# Říčanský potok
Říčanský potok är ett vattendrag i Tjeckien. Det ligger i den centrala delen av landet, 13 km öster om huvudstaden Prag.